# Конці (присілок, Ленінградська область)
Конці́ (рос. Концы) — присілок в Кіровському районі Ленінградської області, Росія.